# Luigi De Marchi (psicologo)
Luigi De Marchi (Brescia, 17 luglio 1927 – Roma, 24 luglio 2010) è stato uno psicologo e saggista italiano.
Psicoterapeuta di formazione reichiana, umanista, autore di scritti talvolta controversi perché a scopo provocatorio, si definiva Solista ed amava stare «fuori dall'Accademia».

## Biografia, attività e pensiero
Psicologo clinico e sociale, politologo e autore di numerosi saggi pubblicati in Europa e in America, è stato protagonista di varie battaglie per i diritti civili e sessuali, riuscendo nel 1971, con una sentenza della Corte Suprema sulla “Vertenza tra il Presidente del Consiglio dei Ministri, On. Emilio Colombo, e il Prof. Luigi De Marchi”, ad ottenere la revoca dei divieti penali all'informazione e all'assistenza anticoncezionale e ad avviare la realizzazione di una rete di migliaia di consultori sessuologici e familiari pubblici.
Nei primi anni cinquanta è stato tra i fondatori dell'AIED, guidando per 20 anni l'Associazione in qualità di Segretario Nazionale.
De Marchi ha dato per oltre quarant'anni un contributo determinante non solo alla segnalazione della pericolosità dell'esplosione demografica (da lui definita “la madre di tutte le tragedie”) e dei suoi corollari (fame, guerre, genocidi, disastri ambientali, disoccupazione di massa, migrazioni disperate, crisi energetica mondiale) ma anche al chiarimento dei meccanismi psicologici che hanno finora impedito di comprendere e di affrontare questa tragedia planetaria. In particolare, negli anni ‘70, ha dimostrato con alcuni fotoromanzi interpretati da noti attori (Paola Pitagora, Ugo Pagliai, Paola Gassman, Marco Zavattini e Mario Valdemarin) che i messaggi mass-mediatici associati alla psicologia motivazionale sono lo strumento più efficace per indurre le masse alla regolazione delle nascite: una tesi oggi confermata da varie organizzazioni internazionali.
Negli anni dal '60 all'‘80 De Marchi è stato presidente italiano di tre importanti Scuole di Psicoterapia da lui fondate: quella psico-corporea di Wilhelm Reich, quella bioenergetica di Alexander Lowen e quella umanistica di Carl Rogers.
A partire dai primi anni ‘80 De Marchi matura un diverso punto di vista nei confronti degli approcci teorici di Reich, Lowen e Rogers (a suo parere non avevano colto fino in fondo l'importanza della coscienza e dell'angoscia della morte nella genesi delle patologie psichiche umane) e propone nel 1984 una teoria della cultura e della nevrosi in un libro (“Scimmietta ti amo -Psicologia Cultura Esistenza: da Neanderthal agli scenari atomici ” Ed.Longanesi – “Lo shock primario”, Ultima Ed. 2002, Rai-Eri) che nell'edizione tedesca viene proclamato “Libro del Mese”. Nel 1986 fonda a Roma l'Istituto di Psicologia Umanistica Esistenziale, oggi diretto dalla dr.ssa  Antonella Filastro. Pioniere europeo della ricerca psico-sociale, De Marchi è stato Presidente Onorario della Società Italiana di Psicologia Politica . I suoi contributi in questo campo sono stati: 1) la fondazione della Psicopolitica (un metodo di analisi psicologica dei fenomeni socio-culturali che da trent'anni propone una “lettura” psicologica di tali fenomeni, diversa da quelle di carattere marxista, idealista o istituzionalista finora prevalse, con risultati fallimentari, nelle scienze sociali e politiche tradizionali); 2) l'elaborazione d'una nuova "Psicologia Politica Liberale" .
Dai primi anni novanta De Marchi si è interessato anche al teatro e alla televisione, creando programmi di cui Federico Fellini scrisse nel '92: “Ecco una nuova televisione culturale di cui c'è, oggi, bisogno”. E per oltre due anni ha condotto un programma di psicologia su RaiUno ” La chiave d'oro” con l'attore Rodolfo Baldini. Paolo Guzzanti ha scritto di lui: “De Marchi è un felice incrocio tra Bertrand Russell e Woody Allen”.
Attivista per il riconoscimento dei diritti alla contraccezione, al divorzio, all'interruzione di gravidanza e all'eutanasia, ha fondato il CISA (Centro informazioni sterilizzazione aborto) che negli anni settanta anticipò la legge sull'aborto in Italia, e l'AIED (Associazione italiana per l'educazione demografica). Ha costantemente sostenuto l'importanza del problema della crescita demografica e dei problemi economici, ecologici, sociali e psicologici ad essa connessi.
Pur essendo favorevole alla chiusura dei manicomi, ha criticato la legge Basaglia in quanto scaricava sulle famiglie il problema dei malati psichiatrici pericolosi; parlando dei delitti in famiglia, De Marchi evidenziò come il nucleo familiare resti il luogo principale in cui avvengono gli omicidi, a suo giudizio "frutto del fallimento" della legge 180 sulla salute mentale. Egli propose «una riforma radicale e l'apertura di cliniche psichiatriche che non siano i vecchi manicomi ma strutture umanizzate, oltre che di centri per l'attività riabilitativa».
Aderente al Partito Radicale, ha tenuto per tredici anni, dal 1995 al 2008, la rubrica bisettimanale "Controluce" su Radio Radicale, in cui ha trattato temi che venivano altrove trattati con conformismo: il sesso e l'amore, la procreazione e la contraccezione, le malattie e la morte, il lavoro e le rendite, la libertà e l'autoritarismo.
È stato autore della "Teoria liberale della lotta di classe", sviluppata nel 2000 nel volume O noi o loro!.

## Istituto di psicologia umanistica esistenziale
Luigi De Marchi è mosso dalle radici comuni teoriche ed epistemologiche riconducibili alla fenomenologia e all'esistenzialismo, fondamentali correnti filosofiche del ‘900, e da alcuni autori significativi del movimento della psicologia umanistico-esistenziale americana ed europea - in particolare Carl Rogers, Otto Rank, Viktor Frankl, Ludwig Binswanger, Medard Boss, Karl Jaspers, Eugène Minkowski - . Eredita la particolare concezione dell'uomo e della vita, che rivendica all'essere umano il diritto e la capacità di scelta.
Consapevole della sovrabbondanza di Scuole Psicologiche esistenti in Italia esitò prima di fondare l'Istituto di Psicologia Umanistica Esistenziale (IPUE).
Per molti anni preferì lavorare nell'ambito di indirizzi già affermati, che sentiva geniali e creativi e nel ventennio 1960-1980 fu l'iniziatore della Scuola Reichiana in Italia Presidente dell'Istituto di Bioenergetica W. Reich di Roma e per 6 anni Presidente dell'Istituto di Psicologia Rogersiana (FDI) e inoltre concorse a riscoprire e valorizzare l'opera pionieristica di Otto Rank con la pubblicazione della sua opera: "Otto Rank pioniere misconosciuto" Melusina Editrice 1992.
Negli anni 80 esperienze personali drammatiche e ricerche in campo clinico e antropologico imposero alla sua attenzione l'importanza dell'angoscia di morte come uno dei più importanti fattori che contribuiscono alla sofferenza psicologica e psicopatologica.
Sentì allora l'esigenza di creare una nuova Scuola che riuscisse a riconoscere la rilevanza di questa angoscia primaria dell'uomo e di sviluppare un approccio originale, pluralista e non dogmatico alla sofferenza umana, fondato sull'integrazione sinergica delle tre dimensioni, di approccio simultaneo all'essere umano in terapia verbale, corporea ed esistenziale.
Si tratta di un modello che nasce sulla scia della filosofia esistenziale, dalla quale eredita la concezione dell'uomo e della vita che rivendica all'essere umano il diritto e la capacità di scelta e, intende:
(1) offrire la possibilità di elaborare e affrontare le tremende tensioni esistenziali di ogni essere umano anche nel percorso di malattia psichica e somatica nel clima di contatto empatico, di solidarietà, convogliando nel processo terapeutico il grande potenziale di crescita e comunicazione del paziente, la sua conoscenza dei propri bisogni, la sua creatività, l'apporto decisivo della sua esperienza.
(2) che si presenta multidimensionale, integrato e non dogmatico alla sofferenza umana e psichica e costantemente aperto ad arricchire la propria prospettiva teorica e clinica attraverso un confronto critico e di fertilizzazione con altri approcci psicoterapici, e interviene su 4 dimensioni fondamentali dell'esperienza umana:
- la dimensione empatico relazionale, che definisce il nostro modo di essere nel mondo con gli altri;
- la dimensione corporea, che spesso esprime sotto forma di tensioni e dolori muscolari la sofferenza psicologica;
- la dimensione esistenziale, che riconosce l'importanza del senso che si riesce a dare alla propria esistenza;
- la dimensione cognitiva, che riconosce la rilevanza sintomatica della sofferenza psicologica e psicopatologica.

## Opere
- Sesso e civiltà, Laterza (1960)
- introduzione: Wilhelm Reich, Teoria dell'orgasmo e altri scritti, Lerici (1961)
- Sociologia del sesso, Laterza (1963)
- Repressione sessuale e oppressione sociale, Sugar (1964)
- Wilhelm Reich – Biografia di un'idea, Sugar (1970)
- prefazione: Inge e Sten Hegeler, Climax, Longanesi (1974)
- Psicopolitica, SugarCo (1975)
- Vita e opere di Wilhelm Reich (2 volumi), SugarCo (1981)
- Scimmietta ti amo. Psicologia, cultura, esistenza: da Neanderthal agli scenari atomici, Longanesi (1984)
- Lo shock primario. Le radici del fanatismo da Neandertal alle Torri Gemelle, RAI-ERI (1984; poi 2002) ISBN 978-88-397-1208-0
- Poesia del desiderio, La Nuova Italia (1992; poi 1998 Seam ISBN 978-88-8179-162-0)
- Perché la Lega, Mondadori (1993)
- Il Manifesto dei Liberisti – Le idee-forza del nuovo Umanesimo Liberale, Seam (1995) ISBN 978-88-8179-044-9
- Aids. La grande truffa (con Fabio Franchi), Roma, Seam (1996) ISBN 978-88-8179-048-7
- O noi o loro! – Produttori contro Burocrati, ecco la vera lotta di classe della Rivoluzione Liberale, Bietti (2000) ISBN 978-88-8248-111-7
- Il Solista - Autobiografia d'un italiano fuori dal coro, Edizioni Interculturali (2003) ISBN 978-88-88375-14-4
- Psicoterapia umanistica. L'anima del corpo: sviluppi europei (con Antonio Lo Iacono, Maria Rita Parsi), Franco Angeli (2006) ISBN 978-88-464-7426-1
- Wilhelm Reich Una formidabile avventura scientifica e umana (con Vincenzo Valenzi), Macro Edizioni (2007) ISBN 978-88-7507-859-1
- Il nuovo pensiero forte – Marx è morto, Freud è morto e io mi sento molto meglio, Spirali (2007) ISBN 978-88-7770-796-3
- Svolta a destra? Ovvero non è conservatore chi combatte parassiti, fannulloni e sfruttatori, Armando Curcio Editore (2008) ISBN 978-88-95049-43-4

## Articoli
Luigi De Marchi, La Psicologia Umanistica Esistenziale – Rivista delle Psicoterapie, Università di Roma “La Sapienza”, vol. 2, n. 2, 1997